# Big Daddy Kane
Pour les articles homonymes, voir Hardy, Big Daddy et Kane.
Big Daddy Kane, de son vrai nom Antonio Hardy (né le 10 septembre 1968 à Brooklyn, New York), est un rappeur américain. Il est connu pour avoir fait partie du collectif du Queensbridge du Juice Crew, (avec Marley Marl, Mr. Magic, Roxanne Shanté, MC Shan, Craig G, Biz Markie, Kool G. Rap and DJ Polo, Masta Ace et Tragedy the Intelligent Hoodlum). Il est très largement reconnu comme l'un des rappeurs les plus talentueux du hip-hop par la presse spécialisée,,,,,,,,,,. Concernant son nom Big Daddy Kane, il explique que : « 'Big Daddy' et 'Kane' sont en fait deux choses différentes. 'Kane vient de ma passion pour les arts martiaux. » 'Big Daddy' s'inspire du personnage joué par Vincent Price dans le film Beach Party.
Le magazine Rolling Stone classé sa chanson Ain't No Half-Steppin' 25e dans sa liste des « 50 meilleures chansons hip-hop de tous les temps ».

## Biographie

### Années 1980
En 1984, Kane se lie d'amitié avec Biz Markie, avec qui il écrit des paroles bien connues dans le monde du hip-hop,. Ils deviennent finalement membre du Juice Crew, un collectif situé dans le Queens dirigé par le producteur Marley Marl. Kane signe avec le label Cold Chillin' Records de Tyrone Williams (manager de Marl) et Len Fichtelberg en 1987, et se lance avec son premier single Raw, un succès underground. Kane est connu pour rapper rapidement, et devient, malgré des difficultés respiratoires, comme l'un des pionniers de la rîme rapide.
Il publie son premier album chez Cold Chillin' Records au début de l'été 1988 intitulé Long Live the Kane, contenant le hit Ain't No Half Steppin'. L'année suivante, Kane publie son deuxième album et plus grand succès en date It's a Big Daddy Thing, qui reprend le titre I Get the Job Done produit par Teddy Riley, qui atteint le top 40 des classements RnB à la fin des années 1980. Il participe également au titre produit par Marl The Symphony  publié à la fin de 1988, aux côtés des membres du Juice Crew, Craig G, Masta Ace, et Kool G Rap.

### Années 1990

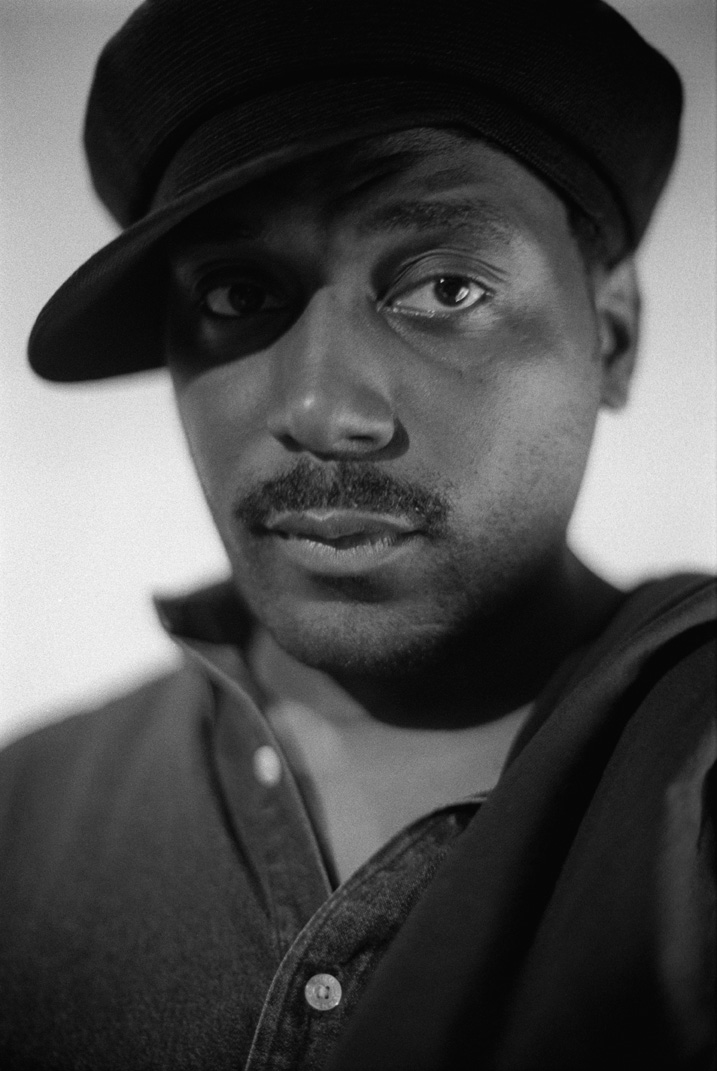
Kane à New York en 1998.

Big Daddy Kane participe au titre Feels Like Another One de Patti Labelle. Il contribue également au titre Nuff Respect, de la bande-originale du film Juice, avec Omar Epps et Tupac Shakur. En 1991, Kane remporte un Grammy dans la catégorie de « meilleure performance rap par un groupe ou duo » pour sa performance avec Quincy Jones au titre Back on the Block. En 1996, il collabore avec 2Pac sur sa chanson Where Ever U R. En tant qu'acteur, Kane se lance dans le film réalisé par Mario Van Peebles, Posse,  puis dans Meteor Man de Robert Townsend.
Au début des années 1990, Jay-Z part en tournée avec Kane ; ce dernier a aidé à lancer sa carrière, selon Ice-T : « J'ai rencontré Jay-Z grâce à Kane. Kane m'a présenté Jay Z. » Kane explique que Jay Z « n'était pas un hypeman, il ne faisait que de brèves apparitions sur scène. Quand je quittais la scène pour me changer, je demandais à Jay Z et Positive K d'occuper la salle jusqu'à mon retour. » Jay-Z participe également au titre de Big Daddy Kane, Show and Prove issu de son album Daddy’s Home publié en 1994.
En 1995, Kane enregistre la chanson Too Late Playa avec MC Hammer et Tupac Shakur. Il mentionne également avoir signé avec le label Death Row East en 1996. En 1997, Kane s'associe avec Frankie Cutlass sur son troisième titre The Cypher Part 3. En 1998, il publie son dernier album solo, Veteran'z Day, accueilli de manière mitigée par la presse spécialisée.

### Années 2000
En 2000, Big Daddy Kane participe à la mixtape de Tony Touch, The Piece Maker, avec Kool G Rap et KRS-One. Big Daddy Kane collabore avec une variété de rappeurs comme A Tribe Called Quest, Jurassic 5, Little Brother, et DJ Babu des Beat Junkies. Il publie deux singles, The Man, The Icon produit par The Alchemist, et Any Type of Way produit par DJ Premier. Big Daddy Kane participe au single du groupe trip hop Morcheeba, What's Your Name en 2003. En 2004, Warm It Up, Kane est inclus dans le jeu vidéo Grand Theft Auto: San Andreas, sur la chaîne de radio oldschool Playback FM.
En 2005, Big Daddy Kane est honoré lors des VH1 Hip-Hop Honors. En 2006, il participe au titre Get Wild Off This, produit par The Stanton Warriors lors des Stanton Sessions Vol. 2. Il participe également aux côtés du Wu-Tang Clan, de Rakim, et de ses amis Busta Rhymes et Q-Tip à un segment du concert Summer Jam le 7 juin 2006.
En 2007, une nouvelle chanson, BK Mentality, est publiée sur la compilation Official Joints. Kane participe également à la mixtape de Joell Ortiz, The Brick: Bodega Chronicles. Big Daddy Kane participe brièvement à la vidéo du titre Game's Pain du rappeur The Game. La vidéo fait également participer Raekwon, Three 6 Mafia et Ice Cube. En 2009, Kane joue le rôle de Clay dans le film Just Another Day.
Le 24 novembre 2014, Big Daddy Kane parle ouvertement de ses inspirations, expérience sexuelles et du sex book de Madonna lors d'un entretien à l'émission Dr. Zoe Today.

## Postérité
Big Daddy Kane est très largement reconnu comme l'un des rappeurs les plus talentueux de l'âge d'or du hip-hop par la presse spécialisée,,,,,,,,,,,. MTV le classe 7e de sa liste des « 50 meilleurs rappeurs de tous les temps ». Il est classé quatrième dans l'ouvrage de Kool Moe Dee There's A God On The Mic : The True 50 Greatest MCs. About.com le classe troisième dans son « top 50 des MCs de notre époque », et RZA le cite dans son top 5 de meilleurs MCs. En 2012, le magazine The Source le classe huitième de sa liste des 50 meilleurs paroliers de tous les temps.

## Discographie
- 1988 : Long Live the Kane
- 1989 : It's a Big Daddy Thing
- 1990 : Taste of Chocolate
- 1991 : Prince of Darkness
- 1993 : Looks Like a Job For…
- 1994 : Daddy's Home
- 1998 : Veteranz Day